# Ferruccio Danini
Ferruccio Danini (Novara, 1º maggio 1944) è un sindacalista e politico italiano.

## Biografia
Operaio, dal 1979 al 1980 è segretario generale della CGIL di Novara.
Venne eletto alla Camera dei deputati nel 1983 nelle file del PCI, restando a Montecitorio per una legislatura, fino al 1987. Nel 1988 viene eletto consigliere comunale a Novara. Dopo la svolta della Bolognina aderisce al Partito della Rifondazione Comunista.
È stato fino al 2002 presidente del Direttivo nazionale della CGIL e per sette anni membro della segreteria nazionale dello SPI. Nel sindacato ha fatto parte dell'area "Lavoro società - cambiare rotta".
Nel 2014 viene eletto consigliere comunale a Casalino, restando in carica fino al marzo 2015.